# 小卡拉布奇伊夫
49°3′24″N 26°41′57″E / 49.05667°N 26.69917°E
小卡拉布奇伊夫（烏克蘭語：Малий Карабчіїв）是位於烏克蘭西部赫梅利尼茨基州裏卡緬涅茨-波多利斯基區的村莊，面積2.29平方公里，海拔高度315米，2001年人口503，人口密度每平方公里220.1人。